# 제4함대 (미국)
제4함대(United States Fourth Fleet)는 미국 해군이 운용하고 있는 서수 함대 중 하나이다. 현재 함대에는 제40구축함전대가 배치되어있다.

## 역사

### 제2차 세계 대전
제2차 세계 대전 추축국에 대해 미국 정부가 참전의사를 나타냄에 따라 다른 함대와 함께 1943년 3월 15일 헤시피에서 편성되어 남대서양에서 선단 호위로 주로 운용되었다. 1950년에 제2함대로 흡수되었다.

### 남아메리카
2008년 4월 24일 58년 만에 제4함대가 재창설되는 것이 발표되었다. 제4함대는 부대 관리 계통에서는 함대 전군 아래에 속하고 작전 지휘 계통에서는 미국 남부사령부의 해군구성부대인 미국 해군 남부사령부(USNAVSO)으로 중앙아메리카와 남아메리카 해역에서 각종 상황에 갖춘 전략, 마약 단속 그리고 각국과의 공동 작전을 전개하는 임무를 부여했다.
사령부는 미국 해군 남부사령부가 위치한 플로리다주 잭슨빌의 메이포트 해군 기지에 배치되었고, 2008년 7월 1일에 정식으로 발족했다. 또한, 사령관 포스트 내용은 기존의 넘버 함대의 각 함대가 중장(3성)을 가지고 충당하고 있던 것에 대해, 제4함대는 초대 사령관 조셉 카난 소장, 이후 현재에 이르기까지 소장(2성)이 충당되고 있다.

## 사령관
| # | 사진 | 계급 | 성명                                 | 취임일           | 이임일          | 비고  |
| - | ---- | ---- | ------------------------------------ | ---------------- | --------------- | ----- |
| 1 |      | VADM | Jonas H. Ingram 조나스 H. 잉그램     | 1943년 9월       | 1944년 11월     | [ 1 ] |
| 2 |      | VADM | William R. Munroe 윌리엄 R. 문로     | 1944년 11월 11일 | 1945년 4월 15일 | [ 2 ] |
| 3 |      | VADM | Thomas R. Cooley 토마스 M. 쿨리      | 1945년           | 1946년 9월      | [ 3 ] |
| 4 |      | VADM | Daniel E. Barbey 다니엘 E. 바비      | 1946년 9월       | 1947년 3월      | [ 4 ] |
| 5 |      | VADM | Charles H. McMorris 찰스 H. 맥모리스 | 1947년 3월       | 1948년 7월      | [ 5 ] |

| #  | 사진 | 계급 | 성명                                      | 취임일          | 이임일          | 비고          |
| -- | ---- | ---- | ----------------------------------------- | --------------- | --------------- | ------------- |
| 6  |      | RADM | Joseph D. Kernan 조셉 D. 카난             | 2008년 7월 1일  | 2009년 6월 12일 | [ 6 ]         |
| 7  |      | RADM | Victor G. Guillory 빅터 G. 길로리         | 2009년 6월 12일 | 2011년 8월 5일  | [ 7 ]         |
| 8  |      | RADM | Kurt W. Tidd 커트 W. 티드                 | 2011년 8월 5일  | 2012년 6월 22일 | [ 8 ]         |
| 9  |      | RADM | Sinclair M. Harris 싱클레어 M. 해리스     | 2012년 6월 22일 | 2014년 4월 12일 | [ 9 ]         |
| 10 |      | RADM | George W. Ballance 조지 W. 밸런스         | 2014년 4월 12일 | 2016년 8월 12일 | [ 10 ]        |
| 11 |      | RADM | Sean S. Buck 샌 S. 벅                     | 2016년 8월 12일 | 2019년 5월 21일 | [ 11 ]        |
| 12 |      | RADM | Donald D. Gabrielson 도널드 D. 가브리엘슨 | 2019년 5월 21일 | 임기중          | [ 12 ] [ 13 ] |

## 같이 보기
- 미국 함대전력사령부
- 제2함대 (미국)
- 제3함대 (미국)
- 제5함대 (미국)
- 제6함대 (미국)
- 제7함대 (미국)
- 제10함대 (미국)

## 참고
1. ↑  “Admiral, USN (Retired), (1887-1952)” (영어). United States Navy. 2020년 1월 9일에 확인함.
2. ↑  “HyperWar The Official Chronology of the U.S. Navy in World War II”. 《ibiblio》 (영어). United States Navy. 2020년 1월 9일에 확인함.
3. ↑  “Biography of Thomas Ross Cooley”. 《USS Washington BB56 Home Port》 (영어). United States Navy. 2013년 7월 21일에 원본 문서에서 보존된 문서. 2020년 1월 9일에 확인함.
4. ↑  “Papers of Vice Admiral Daniel E. Barbey, 1941–1969” (영어). United States Navy. 2002년 1월 26일. 2019년 6월 2일에 원본 문서에서 보존된 문서. 2020년 1월 9일에 확인함.
5. ↑  “Charles Horatio McMorris, 31 August 1890 - 11 February 1954” (영어). United States Navy. 2019년 3월 20일. 2020년 1월 9일에 확인함.
6. ↑  “Biography of Joseph D. Kernan” (영어). United States Navy. 2014년 2월 3일. 2016년 3월 28일에 원본 문서에서 보존된 문서. 2020년 1월 9일에 확인함.
7. ↑  “Biography of Victor G. Guillory” (영어). United States Navy. 2013년 8월 6일. 2009년 11월 3일에 원본 문서에서 보존된 문서. 2020년 1월 9일에 확인함.
8. ↑  “Biography of Kurt W. Tidd” (영어). United States Navy. 2019년 8월 9일. 2019년 12월 18일에 원본 문서에서 보존된 문서. 2020년 1월 9일에 확인함.
9. ↑  “Biography of Sinclair M. Harris” (영어). United States Navy. 2015년 11월 4일. 2019년 12월 18일에 원본 문서에서 보존된 문서. 2020년 1월 9일에 확인함.
10. ↑  “Biography of George W. Ballance” (영어). United States Navy. 2017년 2월 1일. 2019년 12월 18일에 원본 문서에서 보존된 문서. 2020년 1월 9일에 확인함.
11. ↑  “Biography of Sean S. Buck” (영어). United States Navy. 2019년 7월 26일. 2019년 12월 18일에 원본 문서에서 보존된 문서. 2020년 1월 9일에 확인함.
12. ↑  “Biography of Sean S. Buck” (영어). United States Navy. 2019년 7월 26일. 2019년 12월 18일에 원본 문서에서 보존된 문서. 2020년 1월 9일에 확인함.
13. ↑  “U.S. Naval Forces Southern Command/U.S. 4th Fleet Welcomes New Commander” (영어). United States Navy. U.S. Naval Forces Southern Command/U.S. 4th Fleet Public Affairs. 2019년 5월 23일. 2019년 5월 23일에 원본 문서에서 보존된 문서. 2020년 1월 9일에 확인함.